# Adolf Erbslöh

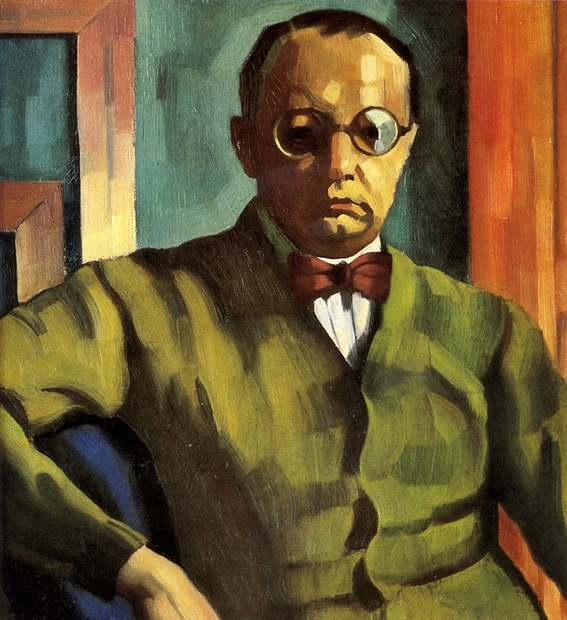
Adolf Erbslöh: Selbstbildnis, Öl auf Leinwand 1928. Leihgabe im Von der Heydt-Museum, Wuppertal

Adolf Erbslöh (* 27. Mai 1881 in New York; † 2. Mai 1947 in Irschenhausen) war ein deutscher Maler. Zusammen mit Marianne von Werefkin und Alexej Jawlensky initiierte er die Gründung der Neuen Künstlervereinigung München (N.K.V.M.), aus der später der „Blaue Reiter“ hervorging.

## Leben und Werk

### Künstlerische Anfänge
Erbslöh entstammte einer Kaufmannsfamilie aus Barmen. Sein Großvater Julius Erbslöh war Mitbegründer der Firma Julius und August Erbslöh in Barmen, sein Vater war Mitinhaber der Exportfirma Dieckerhoff, Raffloer & Co. und war für diese 15 Jahre in New York tätig, bis er 1887 mit seiner Familie nach Barmen zurückkehrte. Erbslöh besuchte das Realgymnasium in Barmen. Während dieser Zeit zeichnete er „Köpfe […] nach Gyps“, Pflanzen „nach der Natur“ oder „Bismarck (nach Lenbach)“. Aus seiner Schulzeit datiert seine Freundschaft mit seinem entfernten Vetter Oscar Wittenstein (1879–1918). Nach dem Abschluss des Realgymnasiums begann er in Barmen eine kaufmännische Ausbildung.

### Studium in Karlsruhe und München
1901 nahm er sein Studium an der Karlsruher Akademie auf. Seine Lehrer waren Ernst Schurth (1848–1910) und Ludwig Schmid-Reutte (1862–1909). Seit der Karlsruher Studienzeit war er mit Alexander Kanoldt und Georg Tappert befreundet.
1904 bezog er zusammen mit Wittenstein in München eine gemeinsame Wohnung und setzte sein Kunststudium 1905 an der dortigen Akademie bei Ludwig von Herterich fort. Seine Zeichnungen sind bis 1906, dem Zeitpunkt eines Aufenthaltes in Harburg an der Wörnitz, noch „vom realistischen Stil des 19. Jahrhunderts geprägt.“ Bemerkenswert ist im Zusammenhang dieser Disziplin, dass Erbslöh neben der stilistisch geprägten Zeichnung zeitlebens auch die gegenständlich realistische Zeichnung pflegte, die durch Beschriftung und Datierung Tagebuchcharakter hat. Courbet, Marées und Leibl werden als Anreger zur Weiterentwicklung in der Kunst von Erbslöh gesehen. Erbslöh heiratete 1907 seine Cousine 2. Grades Adeline Schuchard, Tochter von Hugo Schuchard, auf dessen Burg Calenberg bei Warburg.

### Neue Künstlervereinigung München

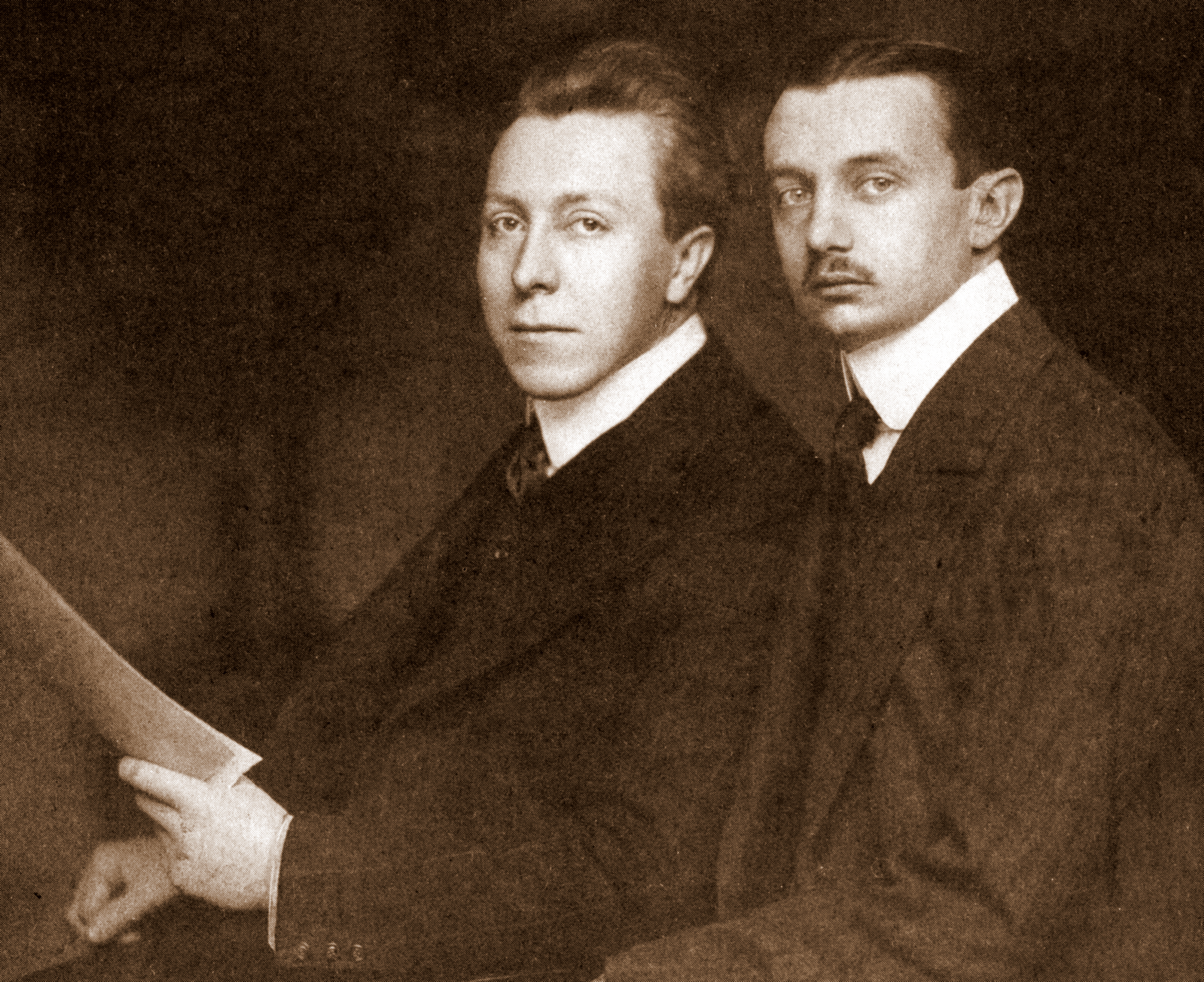
Adolf Erbslöh mit Oscar Wittenstein (links). Beide initiierten 1908 zusammen mit Marianne von Werefkin sowie Alexej von Jawlensky die Gründung der Neuen Künstlervereinigung München (N.K.V.M.)

Seit Herbst 1908 hatte Erbslöh Kontakt zum „rosafarbenen Salon“ der Marianne von Werefkin. Gemeinsam mit ihr, Alexej Jawlensky und Oscar Wittenstein entwickelte er vor Weihnachten 1908 die Idee, die „Neue Künstlervereinigung München“ (N.K.V.M.) zu gründen. Gabriele Münter, Wassily Kandinsky und Kanoldt waren an dem Unternehmen zunächst nicht beteiligt. Am 22. Januar 1909 wurde die Gründungsurkunde zur N.K.V.M. verfasst. In der N.K.V.M., die sich das Ziel gesetzt hatte, „Kunstausstellungen in Deutschland wie im Ausland zu veranstalten“, fungierte Erbslöh zunächst als Schriftführer. Sein Studienfreund Kanoldt, der sich mittlerweile auch in München niedergelassen hatte, trat im Laufe des Jahres der N.K.V.M. bei. Ebenso sein Freund Wittenstein, der inzwischen Musik, Literatur und Philosophie an der Münchner Universität studierte.
1909 wurde Erbslöh in seiner Heimatstadt Barmen eine erste, von Richart Reiche organisierte Einzelausstellung im Kunstverein Barmen ausgerichtet. Die Barmer Zeitung berichtete zu diesem Anlass am 12. Juni 1909 sehr aufgeschlossen über eines seiner weiblichen Porträts: „Sein Urheber hat sich im Voraus darauf gefreut, seinen Landsleuten in der Heimat diese für sie ungewöhnliche Überraschung zu bereiten, denn ein Gesicht mit gelben Backen, grünen Nasenschatten, grünen Pupillen und einem gewellten Haar, das alle Regenbogenfarben in breiten Tupfen wiedergibt, dürfte auch in der alten Färberstadt Barmen recht ungewöhnlich sein.“ Aus der Ausstellungsbesprechung ist eindeutig herauszulesen, dass Erbslöh damals auch die Malweise der Neoimpressionisten beziehungsweise der Pointillisten praktizierte.

#### 1909, Beteiligung an der 1. Ausstellung der N.K.V.M.
Die 1. Ausstellung der N.K.V.M. fand vom 1. bis zum 15. Dezember in der Modernen Galerie Heinrich Thannhauser in München statt. An ihr nahm Erbslöh mit drei Arbeiten teil. Das Gemälde mit dem Titel „Märzsonne“ ist im Ausstellungskatalog abgebildet und hat sich erhalten. Stilistisch zeigt es, dass Erbslöhs Malerei im Umbruch ist. Gegenüber den früheren Pünktchen und Häkchen gewinnen flächen- und linienhafte Elemente an Bedeutung. Sehr deutlich ist seinen damaligen Interieurs, Aktdarstellungen oder Stillleben anzusehen, dass er unter dem stilistischen Einfluss von Jawlensky stand. Er selbst „nannte 1931 Jawlensky neben van Gogh und Cézanne als einen der drei Künstler, die für sein Schaffen richtungsweisend geworden seien.“ Etliche seiner Bilder baute er systematisch auf den Gesetzlichkeiten der Grund- und Komplementärfarben auf, denen er mitunter das Nichtfarbenpaar Schwarz und Weiß hinzugesellte.
Seiner Vermittlung war zu verdanken, dass die N.K.V.M. im April 1910 im Museum in Elberfeld ihre erste Museumsausstellung erhielt, die anschließend auch im Kunstverein Barmen fortgesetzt wurde.

#### 1910, Beteiligung an der 2. Ausstellung der N.K.V.M.

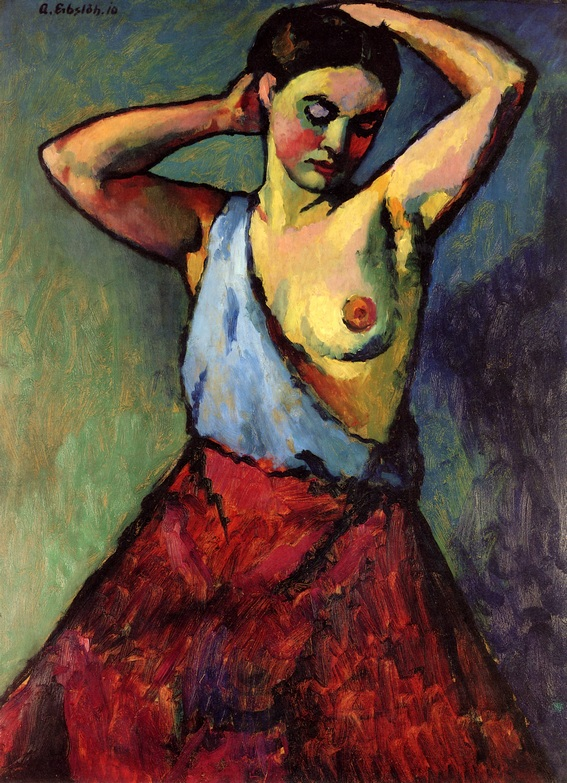
Mädchen mit rotem Rock, Öl auf Karton, 1910. Von der Heydt-Museum, Wuppertal

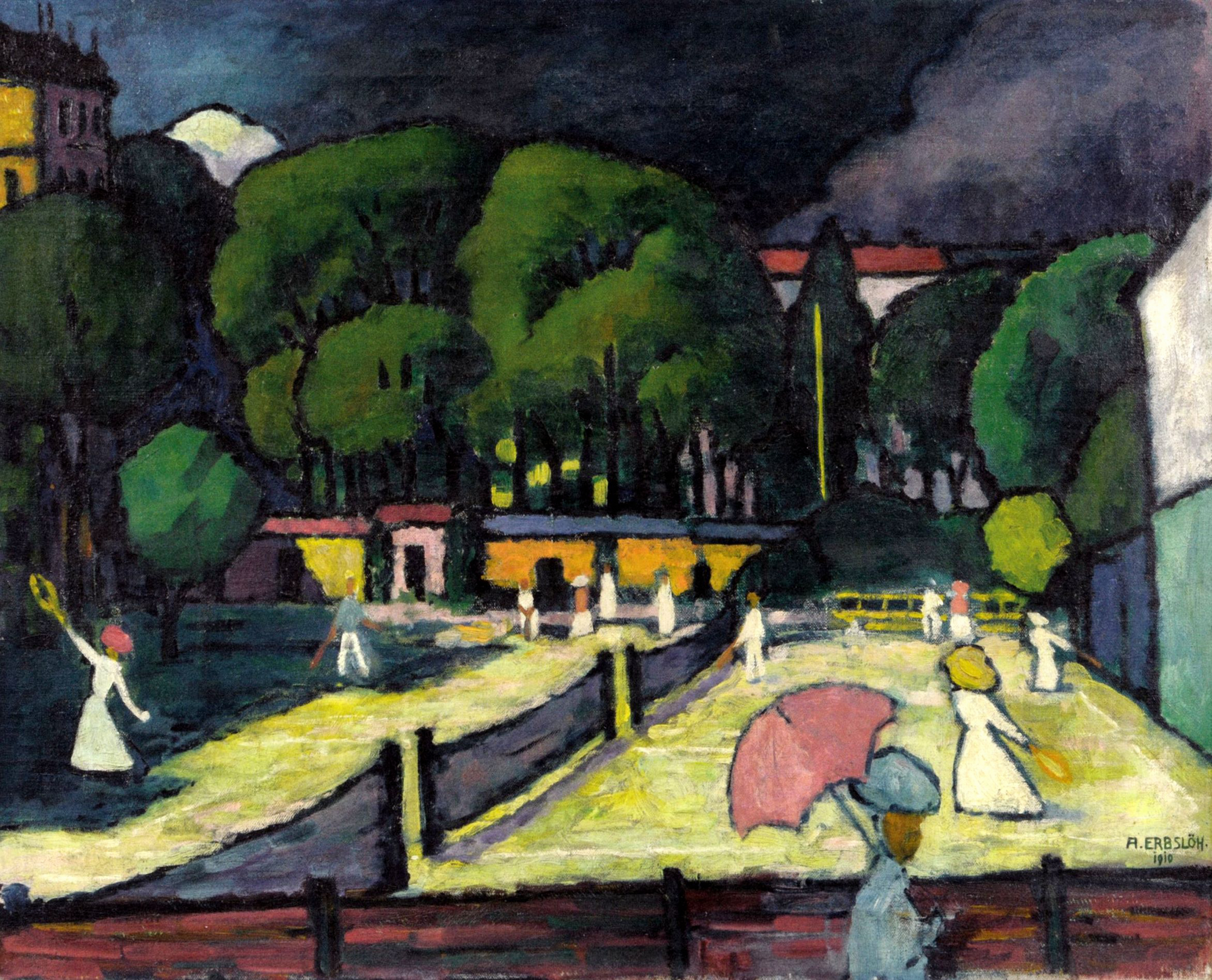
Tennisplatz, Öl auf Leinwand, 1911, The University of Iowa Museum, USA

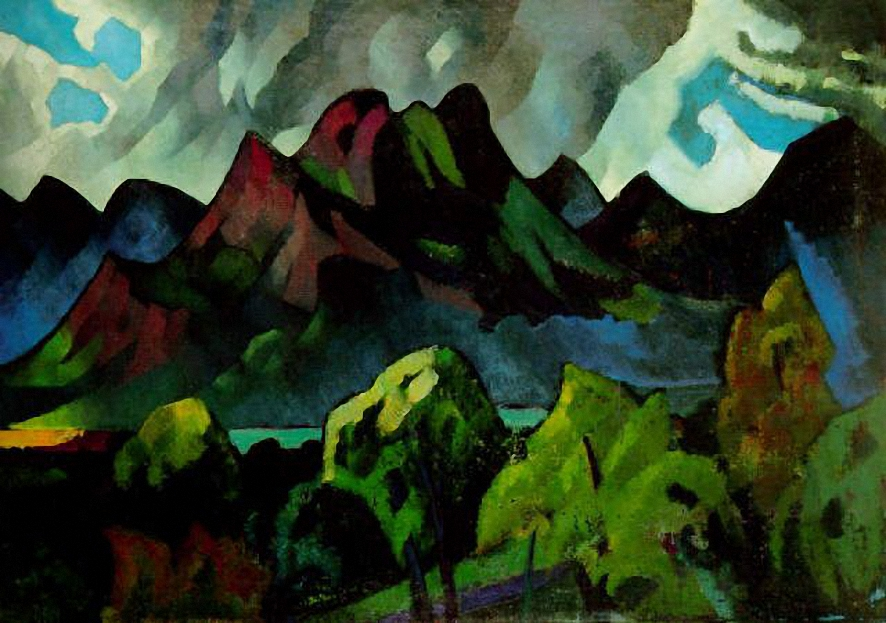
Brannenburg (Oberbayerische Berglandschaft), Öl auf Leinwand, 93 × 133 cm, 1911, Privatbesitz

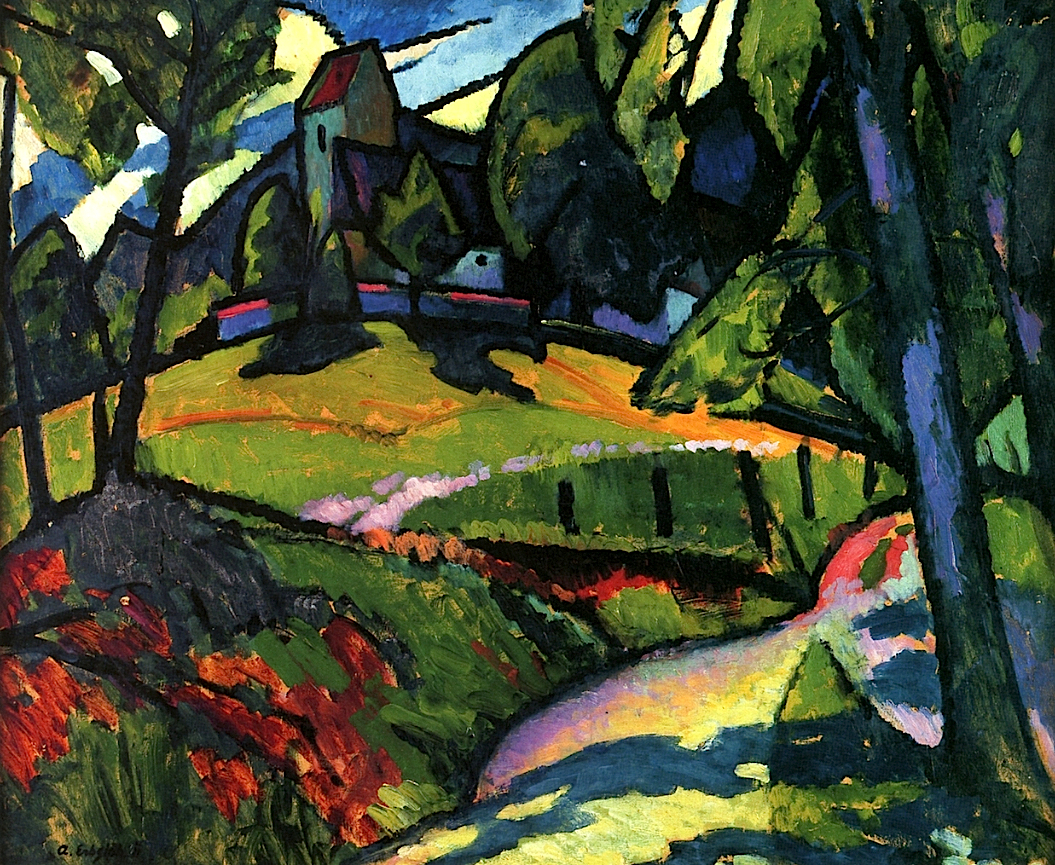
Kapelle (St. Margarethen), Öl auf Karton, 55 × 62 cm, 1911, Privatbesitz

Im Mai 1910 reiste Erbslöh nach Paris, um in Begleitung von Pierre Girieud, einem Freund von Werefkin und Jawlensky, die Künstler Georges Braque, André Derain, Kees van Dongen, Paco Durrio, Henri Le Fauconnier, Pablo Picasso, Georges Rouault, Henri Rousseau, Maurice de Vlaminck und Seraphim Soudbinine (1870–1944) zur zweiten Ausstellung der N.K.V.M. einzuladen. Zum Zeitpunkt, als Franz Marc noch darum rang, „aus der Beliebigkeit der Farbe herauszukommen“, fand er am 2. Dezember bewundernde Worte für Erbslöhs Malerei: „Erbslöh’s neue Sachen sind glänzend.“ Die 2. Ausstellung der N.K.V.M. fand vom 1. bis zum 14. September ebenfalls in der Galerie Thannhauser statt. An ihr nahm Erbslöh mit fünf Arbeiten teil. Das Gemälde mit dem Titel „Tennisplatz“ ist im Ausstellungskatalog abgebildet und hat sich erhalten.

#### Organisator zur Teilnahme der N.K.V.M. bei der Neuen Secession Berlin
Eine viel zu wenig in der Kunstgeschichte beachtete Ausstellungskonstellation hat man Erbslöh zu verdanken. Von seinem Studienfreund aus der Karlsruher Zeit, Georg Tappert, dem ersten Vorsitzenden der Neuen Secession in Berlin, war Erbslöh persönlich zu dritten Ausstellung der Neuen Secession eingeladen worden. Das Wohl der N.K.V.M. im Auge habend, verzichtete er auf eine Teilnahme, sorgte jedoch dafür, dass die gesamte N.K.V.M. an deren vierter Ausstellung vom 18. November 1911 bis 31. Januar 1912 in Berlin teilnehmen konnte. Schon im März hatte Erbslöh die Teilnahme mit Tappert abgesprochen. Am 1. April verbürgte er sich für hochrangige Exponate: „Im Interesse unserer beidseitigen Bestrebungen um die neue Kunst werden wir unsere besten Arbeiten zu Ihrer Ausstellung nach Berlin senden.“ Wie vereinbart kam es auch zur gemeinsamen Präsentation der Werke der beiden wichtigsten progressiven deutschen Künstlergruppierungen, denen der „Brücke“-Maler und denen der N.K.V.M., von denen einige Künstler delikaterweise im Dezember in München zur Ausstellung der Redaktion Der Blaue Reiter konvertiert waren.

#### „Das Jüngste Gericht/Komposition V“
Als es in der N.K.V.M. zu diversen Unstimmigkeiten kam, legte Kandinsky den Vorsitz am 10. Januar 1911 nieder, trat aber aus dem Verein nicht aus. Erbslöh wurde darauf zum 1. Vorsitzenden gewählt, Wittenstein zu dessen Stellvertreter, Kanoldt erhielt den Posten des Sekretärs. Von langer Hand planten Kandinsky und Franz Marc eine Intrige, um die N.K.V.M. verlassen und den ahnungslosen Mitgliedern die Schuld zuschieben zu können. Dies sollte möglich werden, indem Kandinsky zur Jury im Dezember ein abstraktes Bild einzureichen gedachte. Es sollte mit dem Titel „Das Jüngste Gericht/Komposition V“ in die Geschichte eingehen. Dieses würde schon wegen seiner Größe von über vier Quadratmetern gegen Statuten der N.K.V.M. verstoßen und deshalb von der Jury zurückgewiesen werden. Bereits für den 6. August lässt sich nachweisen, dass Kandinsky an der Verwirklichung seines Planes arbeitete, denn an Münter schrieb er an diesem Tag: „Ich male und male jetzt. Lauter Skizzen zum Jüngsten Gericht.“ Am 10. August zeigte sich Marc gegenüber seinem Freund August Macke überzeugt, dass das Vorhaben klappen würde. Denn er schrieb ihm, er und Kandinsky sähen „eine schauderhafte Auseinandersetzung“ voraus, die zu einer „Spaltung“ der N.K.V.M. führen werde. Somit zeichnete sich zu diesem Zeitpunkt bereits eine Secession ab. Am 8. September bekräftigte Marc seine Absicht, indem er von einer „schnellen Beerdigung der Vereinigung“ sprach. Am 30. Oktober war Kandinskys und Marcs Gegenausstellung längst beschlossene Sache und terminiert. Ihrer Korrespondenz ist nämlich zu entnehmen, dass Heinrich Campendonk bei der ersten Ausstellung des „Blauen Reiter“ mit von der Partie sein sollte: „Campendonk macht fabelhaft gute Sachen. Ich [möchte] gerne etwas von ihm im [Katalog des] bl.[auen] Reiter[s] abbilden und ausstellen im Dezember!“
Am 2. Dezember 1911 trat die Jury der N.K.V.M. unter dem Vorsitz von Adolf Erbslöh zusammen. Als Kandinsky juryfrei „Das Jüngste Gericht/Komposition V“ einreichte, „taucht die Frage auf: wie groß?? Über 4 Quadratmeter!!! Ist gegen die von Kandinsky selbst aufgestellten Statuten, fällt infolgedessen unter die Jury […] und ..... fällt durch“, schilderte Maria Franck, Marcs damalige Lebensgefährtin. Bechtejeff begründete seine Ablehnung: „Ich verstöhe [sic] es nicht“, wie Maria Franck ihn in ihrem Brief vom 3. Dezember 1911 an August Macke zitierte. Weder Kandinsky noch Marc machten einen Versuch, ihm das Bild zu erklären, auch nicht Werefkin, die es als „wundervolles Werk“ bezeichnete. Durch Täuschung ihrer Kollegen hatten Kandinsky, Marc und Münter erreicht, dass sie sich ohne Gesichtsverlust von der N.K.V.M. trennen und die erste „Blauer Reiter“-Ausstellung ausrichten konnten. Mit Häme brüstete sich Kandinsky in einem zweiseitigen Brief von 1938 vor Galka Scheyer über den Coup.

#### 1911, Organisation der 3. Ausstellung der N.K.V.M.

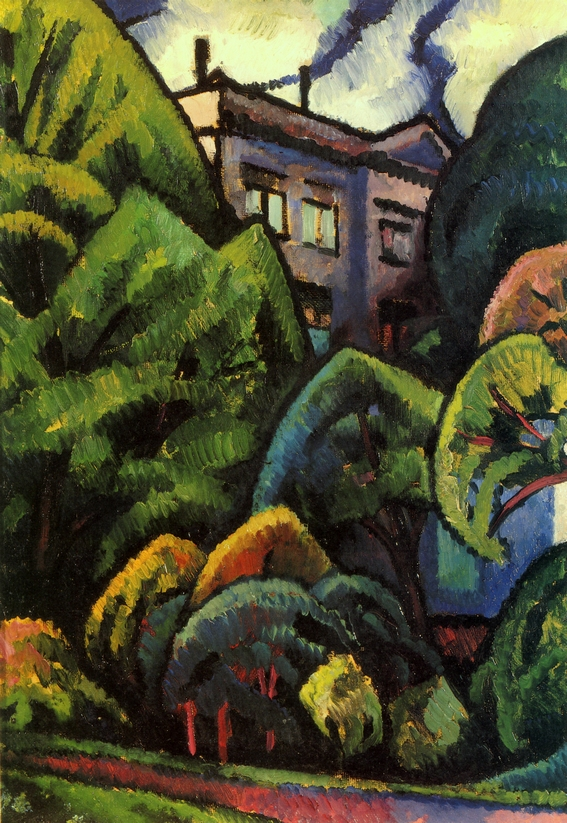
Haus im Garten, Öl auf Pappe, 1912. Von der Heydt-Museum, Wuppertal

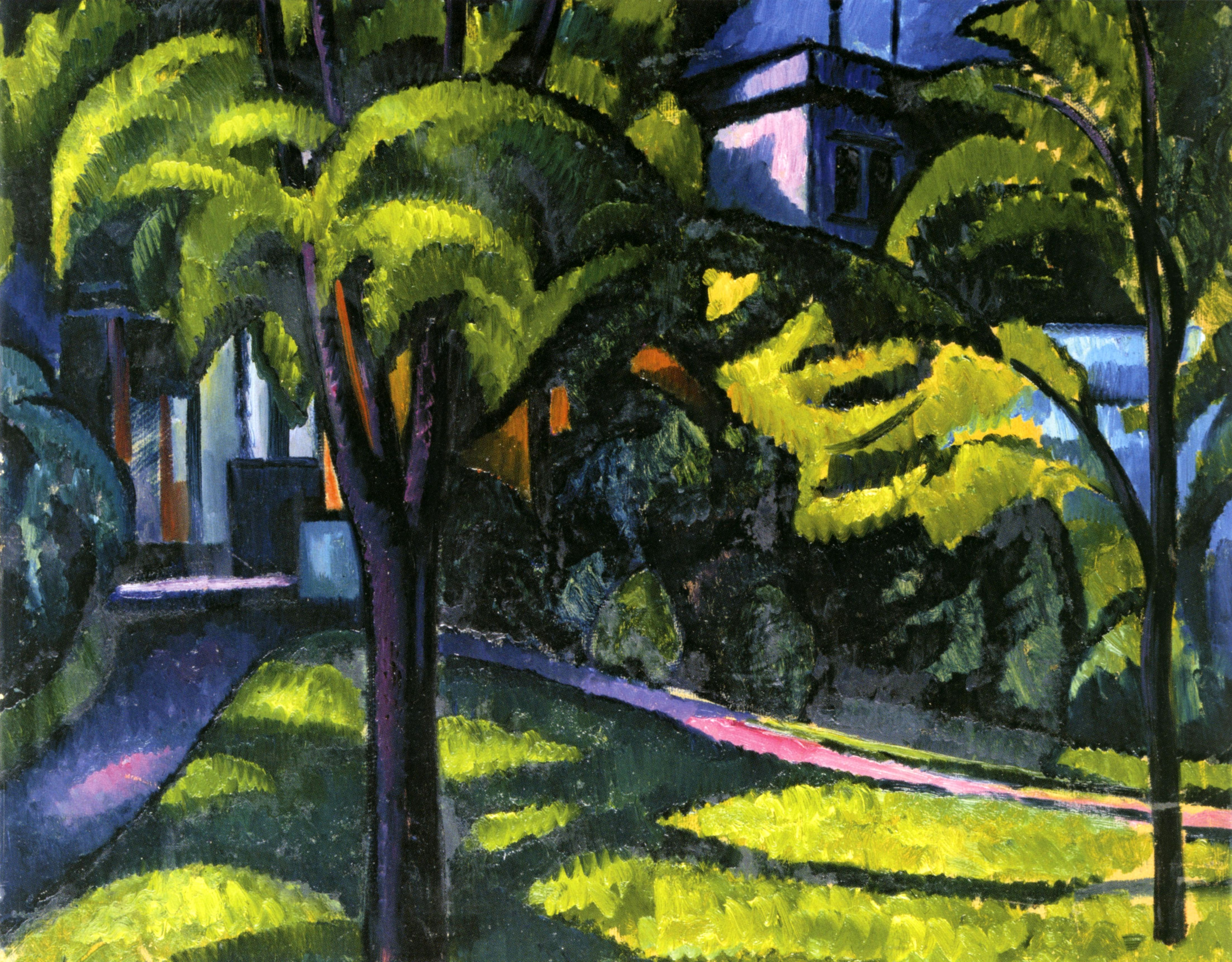
Garten (Parklandschaft), Öl auf Karton, 1912. Kunstsammlung Jena

Erbslöh nahm 1911 an der dritten Sonderbund-Ausstellung in Düsseldorf teil, die auch von der Barmer Ruhmeshalle übernommen wurde. Die 3. Ausstellung der N.K.V.M. fand vom 18. Dezember bis zum 1. Januar 1912 ebenfalls in der Galerie Thannhauser statt. Erbslöh war deren Organisator und beteiligte sich an ihr mit sieben Arbeiten. Das Gemälde mit dem Titel „Landschaft“ ist im Ausstellungskatalog abgebildet. Es handelte sich um die Darstellung eines Gebirges bei Brannenburg, die möglicherweise verschollen ist. Stilistisch machte sich in dieser Zeit eine Neuerung bemerkbar: „Erbslöh hat sich die Formen des Kubismus dienstbar gemacht. Geometrie durchdringt die Fülle, bringt sie zerlegend und auffächernd hervor und bändigt sie per Kontur.“
Um 1911 gründete Erbslöh zusammen mit Wittenstein das Flugwerk Deutschland in München und die Luftschiffbau-Gesellschaft Veeh m.b.H. Aus finanziellen Gründen mussten sie das Unternehmen bald wieder aufgeben.

#### „Das Neue Bild“
1912 nahm Erbslöh an der großen „Sonderbund-Ausstellung Westdeutscher Kunstfreunde und Künstler“ in Köln teil. In die Publikation der N.K.V.M. Das Neue Bild, verfasst von dem Kunsthistoriker Otto Fischer, wurde Erbslöh mit zwei Abbildungen und vier Tafeln aufgenommen. Über den Stand seiner damaligen Malerei schrieb Fischer: „Einheitlich und verheißungsvoll ist der Eindruck, den ein Überblick über das gesamte Werk heute macht. Es ist der Eindruck einer ungewollt logischen und schönen Entfaltung. Hier sind Akte von Gehalt und Großheit, hier sind Landschaften von klarem Aufbau und starkem Gefühl. Die Natur ist nirgends verlassen, doch überall ins Mächtige gesteigert.“
1913 wurde er Mitglied der Künstlergruppe Münchener Neue Secession, der u. a. auch Jawlensky, Bechtejeff, Paul Klee, Kanoldt, Karl Caspar, Heinrich Campendonk, Max Beckmann, Karl Hofer, Oskar Kokoschka, Alfred Kubin, Emil Nolde und Max Pechstein angehörten. Im nachfolgenden Jahr zählte er zu den 24 Künstlern, die in Adolf Hölzels sog. „Expressionisten-Saal“ im Rahmen der vom Verband der Kunstfreunde in den Ländern am Rhein ausgerichteten Kunstausstellung in Stuttgart vorgestellt wurden.

### Im Ersten Weltkrieg

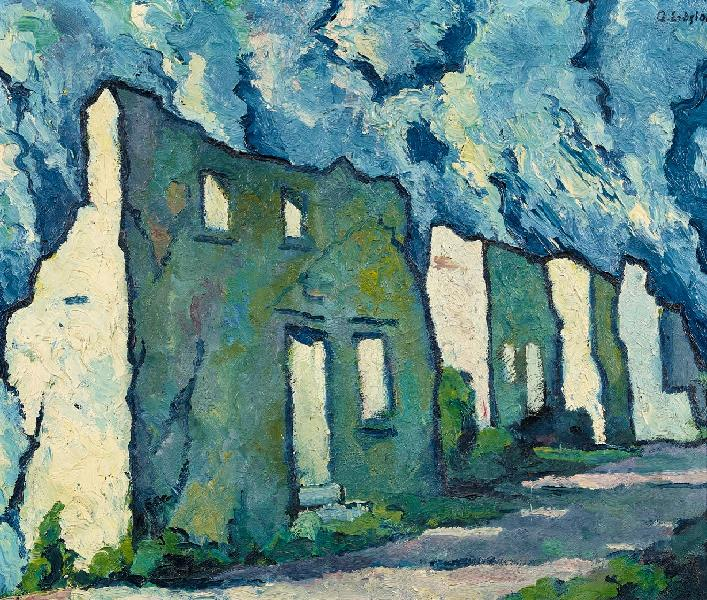
Montigny (Im Ersten Weltkrieg zerstörte Häuser der französischen Stadt Montigny). Öl auf Leinwand. 55,3 × 65,5, um 1916. Sammlung Lingenauber, Monaco

1915 wurde Erbslöh zum Militär einberufen. Er war Soldat in Flandern und in Frankreich. Am 5. August 1916 schrieb er: „Ich komme in den nächsten 14 Tagen zum 95. Inf.Regt. (liegt bei Verdun), wo ich beim Regimentsstab als Kriegsmaler Verwendung finden soll.“ Am 23. September ergänzte er in einem Brief: „Da es für einen beschränkt kriegsverwendungsfähigen Unteroffizier eine offizielle Stelle als Kriegsmaler nicht gibt, so bin ich hier so quasi als Hilfsschreiber angestellt (das Kind muß einen Namen haben).“ Seine Zeichnungen aus dem Feld zeigen Porträts seiner Kriegskameraden, zerschossene Wälder und Häuser. Die Farben seiner damaligen Ölgemälde haben ihre frühere Buntheit verloren, sie sind auffallend matt und fahl.

### Nach dem Ersten Weltkrieg

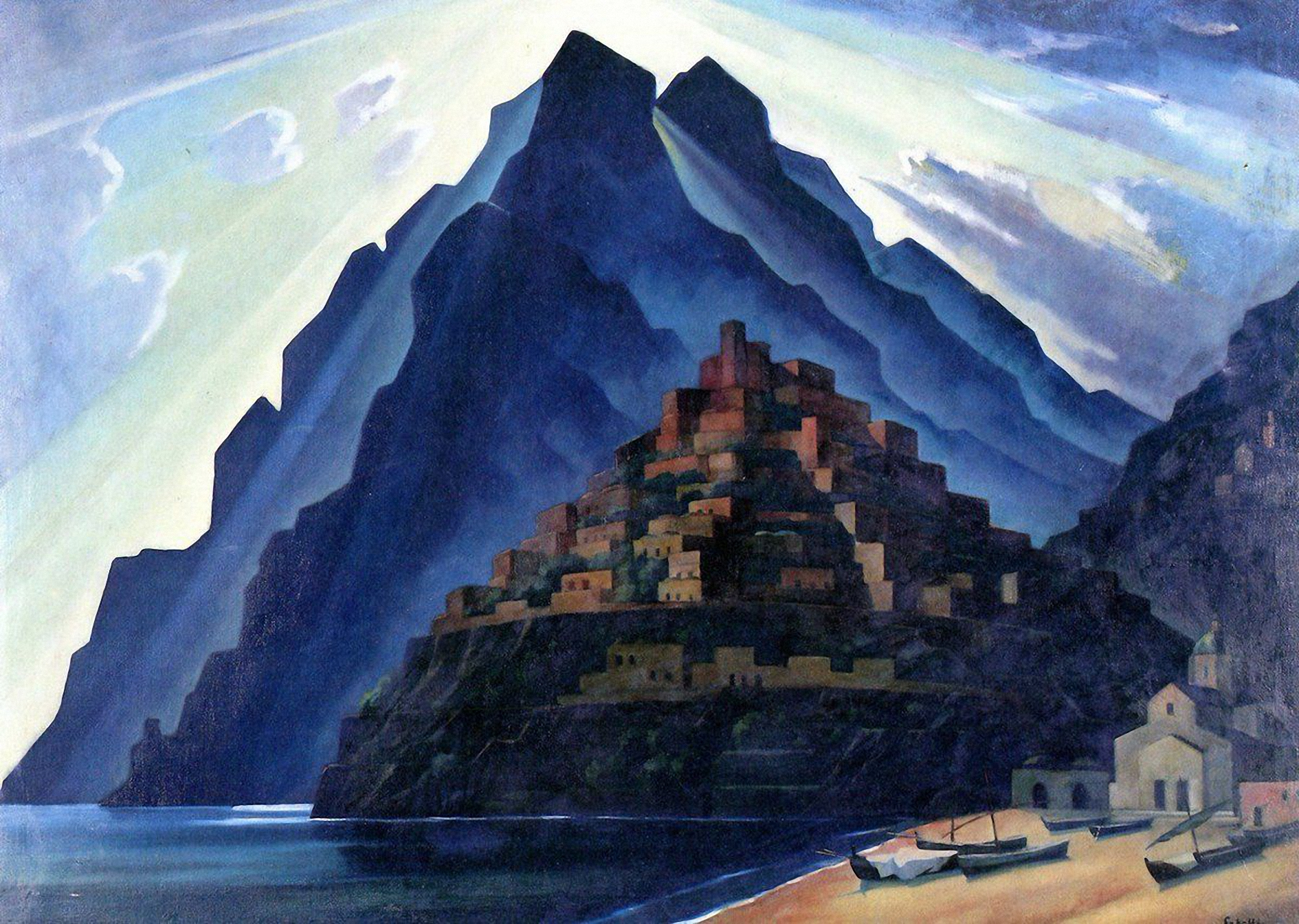
Positano, Öl auf Leinwand, 94,5 × 131 cm, um 1923. Privatbesitz

Nach dem Krieg kehrte Erbslöh 1919 nach München zurück. 1920 ließ er den Eintrag der N.K.V.M. im Münchner Vereinsregister löschen. Im September 1919 unternahm er eine Reise mit seiner Frau durch Westfalen, wo er in Kirchen und in Museen Heilige, Kruzifixe und Madonnen zeichnete. Anfang der 1920er Jahre wendete er sich der Neuen Sachlichkeit zu, die als Reaktion auf die emotionsgeladene Malerei des Expressionismus verstanden werden kann. Das „Beleuchtungslicht“, das bei den Expressionisten so verpönt war, führte er in seiner Malerei wieder ein. Mit dem Sonnenlicht und dessen Schatten modellierte er Landschaften und gab der Architektur die dritte Dimension wieder zurück. Als Spiegelung taucht es auf Wasserflächen, auf Brillengläsern oder dem menschlichen Auge auf. Wichtige Stationen seiner malerischen Entwicklung lassen sich an seinen Bildern dieser Jahre ablesen. Aus dem Expressionismus stammend, erklärt sich die satte Farbigkeit, die oftmals dem van Goghschen Gesetz der Grund- und Komplementärfarben folgt. Seine kubistische Malerei klingt in den kristallinen Formen nach, die er Häusern, Dächern, Kirchtürmen und Baumkronen verlieh.
1931 zeigte der Kunstverein Barmen aus Anlass seines 50. Geburtstages die letzte große Einzelausstellung zu seinen Lebzeiten. Im Ausstellungskatalog erklärte er die bergische Landschaft aus seiner Sicht als Maler: „Ich sehe auch in ihren zugleich leuchtenden und schweren Farben eine mehr oder weniger unbewußte Erinnerung an die Farben der Wupperstadt. (Das violette und blaue Schwarz der Schieferhäuser, das saftige Grün der Fensterläden, die roten Fabrikschornsteine vor schwarzgrauen Wolken und das vor solchem Hintergrund doppelt leuchtende Gelbgrün der sommerlichen Bäume).“
1932 plante Erbslöh zusammen mit Kanoldt eine Art Retrospektive der N.K.V.M. mit ihren Kollegen aus der Vorkriegszeit für 1934. Den Anlass zu einer 4. Ausstellung der N.K.V.M. gab das 25. Gründungsjubiläum. Die Schau sollte im Münchener Kunstverein stattfinden und von Mai 1934 bis 15. Juni 1934 dauern. Beabsichtigt war, Werke der ehemaligen Mitglieder zu zeigen, die sowohl in der Münchener als auch in jüngster Zeit entstanden waren. Erbslöh und Kanoldt konnten die Ausstellungsidee nicht mehr verwirklichen, weil nach der Machtergreifung der Nationalsozialisten die Malerei nicht nur der Mitglieder der ehemaligen N.K.V.M. als entartet verfemt wurde. Ab 1933 wurden Ausstellungen für ihn unmöglich. 1937 wurden in der Aktion „Entartete Kunst“ nachweislich vier seiner Bilder aus öffentlichen Sammlungen beschlagnahmt und vernichtet.
Erbslöh zog sich ins Privatleben in Irschenhausen in Bayern zurück, blieb jedoch weiterhin verbunden mit den einstigen Weggefährten und Freunden, insbesondere Alexander Kanoldt, Walter Riezler und Alexej Jawlensky. Für letzteren hielt er 1941 auf dem Friedhof der Russisch-Orthodoxen Kirche in Wiesbaden bei dessen Beisetzung die Totenrede.
Die Grabrede für Erbslöh hielt Walter Riezler. Erbslöhs Tochter, die Malerin und Holzbildhauerin Inge Erbslöh, verwaltete und pflegte bis zu ihrem Tode den künstlerischen Nachlass ihres Vaters.

## Rezeption
1992 widmete ihm das Von der Heydt-Museum in Wuppertal eine große Gedenkausstellung, in deren Folge die Erben Erbslöhs dem Museum einen Teil des Nachlasses seiner Arbeiten auf Papier schenkten.

## Zitat
„Der Künstler bildet, was er sich vorstellt. Seine Vorstellungen sind die Kinder seiner Phantasie, des Urquells alles Schaffens. Wie wir uns, um mit Kant und Schopenhauer zu reden, aus unseren apriorischen Anschauungsformen Raum, Zeit und Kausalität die Welt, in der wir leben, aufbauen, so schafft sich der Künstler aus seiner Phantasie die ihm eigene Vorstellungswelt …“

„… Der große Künstler wird stets die seinen Vorstellungen entsprechende, d. i. die ihm notwendige Form finden, und so wird die Form zum Ausdruck seines Inneren, zum Symbol seines Wesens. Das Kunstwerk ist Gestaltung, formgewordene Phantasie. So redet es zu unseren Sinnen, so wird es zur Mitteilung, zur Sprache. Zur Sprache des Geistes und des Herzens, zum Mittel, das Tiefste und Gewaltigste, das Zarteste und Innigste auszusprechen, das Unsagbare laut werden zu lassen. Eine Statue von Phidias, eine Fuge von Bach, ein Bild von Rembrandt, eine Symphonie von Mozart: ist es nicht die Form, die uns die Phantasie ihrer Schöpfer offenbart, ist es nicht ihre Form, die zur geheimnisvollen Sprache ihres Geistes ward?“

## Gemälde (Auswahl)
- Nähschule, 1907, Öl auf Leinwand
- Ohmstraße München, 1908, Öl auf Leinwand
- Stilleben, 1908, Öl auf Karton
- Frühling, 1909, Öl auf Leinwand, Museum der Moderne Salzburg
- Bohnenfest, 1909, Öl auf Karton
- Akt mit Strumpfband, 1909, Öl auf Karton, Bay. Staatsgemäldesammlungen München
- Saima Neovi, 1909, Öl auf Leinwand, Von der Heydt-Museum Wuppertal
- Mädchen mit rotem Rock, 1910, Öl auf Karton, Von der Heydt-Museum Wuppertal
- Sommerblumen, 1910, Öl auf Leinwand
- Tennisplatz, 1911, Öl auf Leinwand, The University of Iowa Museum
- Kloster Säben, 1911, Öl auf Karton, Staatliche Kunsthalle Karlsruhe
- Gebirge (Berglandschaft bei Brannenburg), 1911, Öl auf Karton, Staatliche Kunsthalle Karlsruhe
- Sommerabend, 1911, Öl auf Leinwand, Städtische Galerie im Lenbachhaus München
- Straßenecke, 1912, Öl auf Leinwand, Von der Heydt-Museum Wuppertal
- Schwebebahn, 1912, Öl auf Ölpappe, Kunsthalle Bremen
- Haus im Garten, 1912, Öl auf Karton, Von der Heydt-Museum Wuppertal
- Garten, 1912, Öl auf Karton, Kunstsammlung Jena
- Bäume und Fabrik, 1912, Öl auf Karton, Von der Heydt-Museum Wuppertal
- Im Park, 1912, Öl auf Leinwand, Städtische Galerie im Lenbachhaus München
- Mäher im Park, 1912, Öl auf Leinwand, Von der Heydt-Museum Wuppertal
- Sitzender weiblicher Akt, 1912, Öl auf Leinwand, Museum Bautzen
- Desenberg, 1915, Öl auf Leinwand, Westfälisches Landesmuseum Münster
- Englischer Garten München (Öl auf Leinwand, 50 × 55 cm, 1916, Galerie Neue Meister Dresden)[53]
- Ruinen von Béthincourt, 1916, Öl auf Leinwand, Kunstpalast Düsseldorf
- Montigny, um 1916, Öl auf Leinwand, Sammlung Lingenauber, Monaco
- Sonnenuntergang, 1920, Öl auf Karton, Franz Marc-Museum Kochel
- Gewitterlandschaft (Großer Desenberg), 1920, Öl auf Leinwand, Leopold-Hoesch-Museum Düren
- Fabrik, 1921, Öl auf Leinwand, The Yale University Art Gallery, New Haven
- Zuckerfabrik in Warburg, 1921, Öl auf Leinwand, Gustav-Lübcke-Museum Hamm
- Aus dem Sauerland, 1921, Öl auf Karton, Von der Heydt-Museum Wuppertal
- Kirchdorf, 1921, Öl auf Karton, Von der Heydt-Museum Wuppertal
- Positano, um 1923, Öl auf Leinwand
- Sommer, 1923, Öl auf Leinwand, Museum der Moderne Rupertinum Salzburg
- Selbstbildnis, 1928, Öl auf Leinwand, Von der Heydt-Museum Wuppertal

Die folgenden Gemälde wurden 1937 als „entartet“ aus öffentlichen Sammlungen beschlagnahmt und zerstört:
- Landschaft (Phantasie zu einer Gebirgslandschaft) (Öl auf Pappe, 55 × 60 cm, 1911; Städtisches Museum Wuppertal). In der Harry-Fischer-Liste „Entartete Kunst“ enthalten.
- Garten (Spielplatz in Barmen) (Öl auf Pappe – oder Öl auf Leinwand, 72 × 50 cm, 1912; Staatliche Kunsthalle Karlsruhe). In der Harry-Fischer-Liste „Entartete Kunst“ enthalten.
- Garten (Öl, Maße unbekannt, um 1912; Landesmuseum Münster). In der Harry-Fischer-Liste „Entartete Kunst“ enthalten.
- Landschaft mit Fabrik (Fabrik hinter Bäumen/Warburg) (Öl auf Leinwand, 75 × 60 cm, 1915; Kunstsammlungen der Stadt Düsseldorf). Von der Willrich-Kommission beschlagnahmt.

## Gemälde in öffentlichen Sammlungen
- Bautzen: Museum Bautzen
- Bremen: Kunsthalle
- Chemnitz: Museum Gunzenhauser
- Dresden: Staatliche Kunstsammlungen
- Düren: Leopold-Hoesch-Museum
- Düsseldorf: Kunstpalast
- Göttingen: Kunstsammlung der Georg August-Universität[54]
- Hamm: Gustav-Lübcke-Museum
- Iowa: The University of Iowa Museum
- Jena: Kunstsammlung Jena
- Karlsruhe: Staatliche Kunsthalle
- Kochel: Franz Marc-Museum
- Köln: Museum Ludwig
- Monaco: Sammlung Lingenarber
- München: Bayerische Staatsgemäldesammlungen
- München: Städtische Galerie im Lenbachhaus
- Münster: Westfälisches Landesmuseum
- Murnau: Schloßmuseum Murnau
- New Haven: The Yale University Art Gallery
- Salzburg: Museum der Moderne Rupertinum
- Verdun: Museum Mémorial de Verdun
- Wiesbaden: Museum Wiesbaden
- Wiesbaden: Sammlung Brabant
- Wuppertal: Von der Heydt-Museum

## Schriften
- Adolf Erbslöh: Phantasie und Form. In: Die Kunst, Bruckmann, München April 1929, S. 201 ff.
- Adolf Erbslöh: Über mein Schaffen. In: Adolf Erbslöh 1881–1931. Ausstellungskatalog. Kunstverein in Barmen, Wuppertal 1931

## Ausstellungen

### Einzelausstellungen

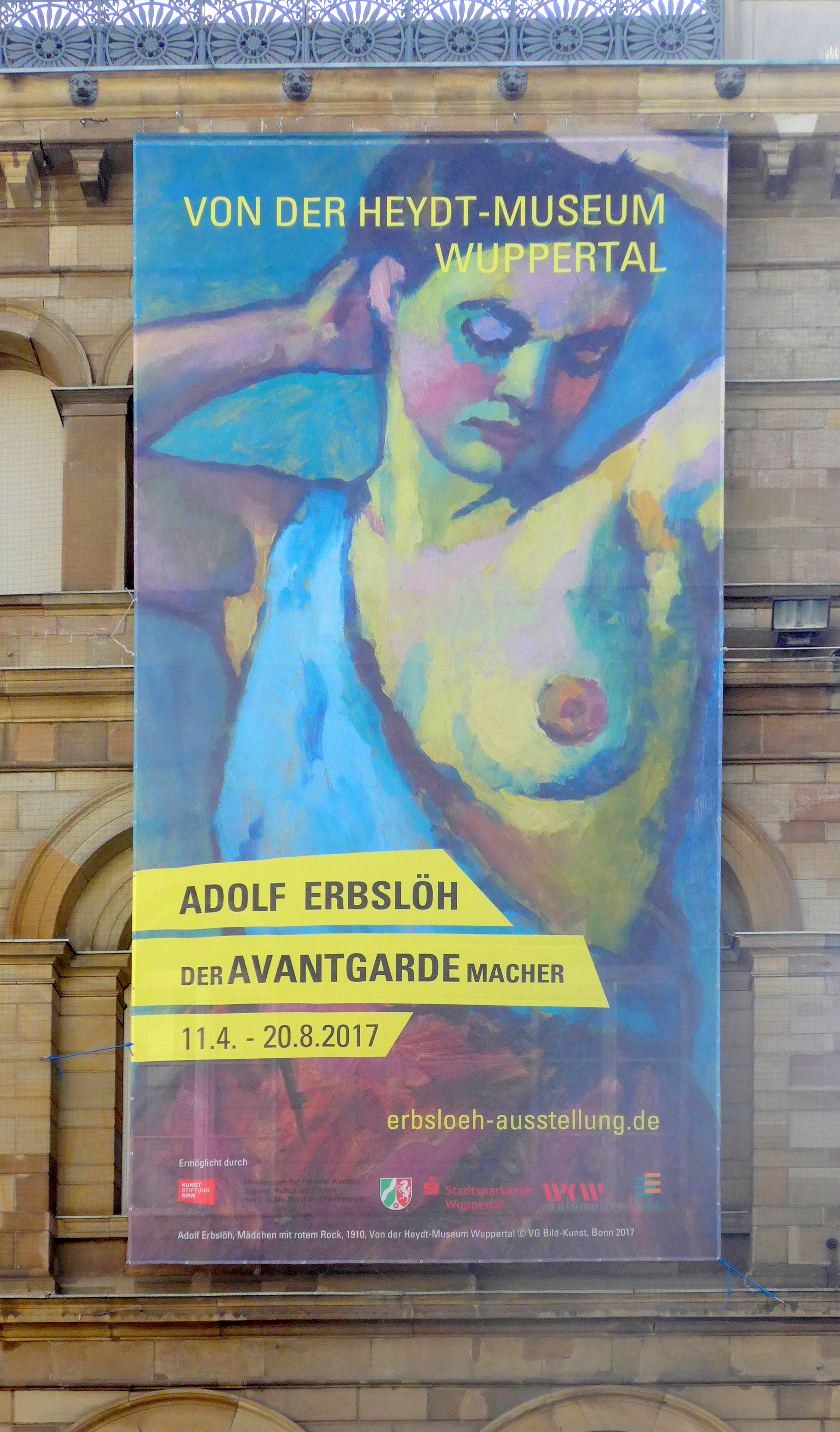
Außenbannerwerbung an der Fassade des Von der Heydt-Museums, Wuppertal, für eine Adolf-Erbslöh-Ausstellung mit einem Ausschnitt aus dem Gemälde Mädchen mit rotem Rock, 2017

- 1909: Adolf Erbslöh. Ruhmeshalle Barmen (Kunstverein Barmen)
- 1912: Adolf Erbslöh. Ruhmeshalle Barmen (Kunstverein Barmen)
- 1913: Adolf Erbslöh. Galerie Goltz München
- 1915: Adolf Erbslöh. Ruhmeshalle Barmen (Kunstverein Barmen)
- 1916: Adolf Erbslöh. Ruhmeshalle Barmen (Kunstverein Barmen)
- 1924: Adolf Erbslöh. Ruhmeshalle Barmen (Kunstverein Barmen)
- 1925: Adolf Erbslöh. Ruhmeshalle Barmen (Kunstverein Barmen)
- 1931: Adolf Erbslöh: zum 50. Geburtstag. Ruhmeshalle Barmen (Kunstverein Barmen)
- 1933: Adolf Erbslöh. Kurmittelhaus, Bad Sooden-Allendorf[56]
- 1950: Adolf Erbslöh: Gedächtnisausstellung. Städtisches Museum Wuppertal-Elberfeld
- 1955: Adolf Erbslöh. Kölnischer Kunstverein. Köln
- 1955/56: Adolf Erbslöh, 1881–1947. Gedächtnisausstellung. Moderne Galerie Otto Stangl. München und Kunsthalle Bremen
- 1967: Adolf Erbslöh. Gedächtnisausstellung zum 20. Todesjahr. Kunsthalle Barmen (Kunst- und Museumsverein Wuppertal). Weitere Ausstellungsstationen: Württembergischer Kunstverein Stuttgart, Städtische Galerie im Lenbachhaus München.
- 1968: Erbslöh und sein Kreis. Galerie Abels Köln.
- 1968: Adolf Erbslöh. Gemälde, Zeichnungen, Graphik. Städtisches Gustav-Lübcke-Museum Hamm
- 1981: Adolf Erbslöh zum 100. Geburtstag. Von der Heydt-Museum Wuppertal
- 1982: Adolf Erbslöh. Das graphische Werk. Galerie Karl und Faber München
- 1983: Adolf Erbslöh. Das graphische Werk. Graphik-Salon Söhn Düsseldorf
- 1985/86: Adolf Erbslöh. Zeichnungen. Städtisches Gustav Lübcke-Museum Hamm. Weitere Ausstellungsstationen: Rathausgalerie Kamen, Deutsches Klingenmuseum Solingen, Wilhelm-Morgner-Haus Soest
- 1992: Adolf Erbslöh, Gemälde 1903–1945. Von der Heydt-Museum Wuppertal. Weitere Ausstellungsstationen: Kunsthalle Bremen, Museum im Stern Warburg, Sinclair-Haus Bad Homburg
- 2000: Adolf Erbslöh: Vom Expressionismus zum neuen Naturgefühl. Von der Heydt-Museum Wuppertal. Weitere Ausstellungsstationen: Städtische Galerie Bietigheim-Bissingen, Lyonel-Feininger-Galerie Quedlinburg
- 2016: Erbslöh Reloaded: Gemälde aus vier Jahrzehnten. Galerie Karl und Faber München.
- 2017: Adolf Erbslöh. Maler, Freund und Förderer. Schloßmuseum Murnau, Murnau am Staffelsee.
- 2017: Adolf Erbslöh – der Avantgardemacher. Von der Heydt-Museum Wuppertal.

### Gruppenausstellungen und Ausstellungsbeteiligungen
- 1909: Sonderbund westdeutscher Kunstfreunde und Künstler Barmen
- 1909/10: Neue Künstlervereinigung München. 1. Ausstellung. Moderne Galerie Thannhauser, München. Weitere Ausstellungsstationen: Mährischer Kunstverein Brünn, Städtisches Museum Elberfeld, Ruhmeshalle Barmen, Galerie Louis Bock & Sohn Hamburg, Städtische Kunsthalle Düsseldorf, Kunstsalon Banger Wiesbaden, Großherzogliches Museum Schwerin, Kunstsalon Goldschmidt, Frankfurt/M.
- 1910: Sonderbund westdeutscher Kunstfreunde und Künstler, Düsseldorf
- 1910/11: Neue Künstlervereinigung München. 2. Ausstellung. Moderne Galerie Thannhauser, München[57]. Weitere Ausstellungsstationen: Karlsruhe, Mannheim, Hagen, Berlin (Galerie Paul Cassirer), Dresden (Kunsthandlung Ernst Arnold) und Weimar[58]
- 1910/11: The Blade of Diamonds. Dezember 1910 – April 1911, Karo-Bube. Moskau[59]
- 1911: Sonderbund nordwestdeutscher Kunstfreunde und Künstler. Städtische Kunsthalle Düsseldorf. Weitere Ausstellungsstation: Ruhmeshalle Barmen (Kunstverein Barmen)
- 1911: Kunst unserer Zeit in Cölner Privatbesitz. Kölnischer Kunstverein, Köln
- 1911/12: 4. Ausstellung der Neuen Secession, Berlin
- 1911/12: Neue Künstlervereinigung München. 3. Ausstellung. Moderne Galerie Thannhauser München. Weitere Ausstellungsstationen: Kunsthaus Zürich, Deutscher Künstlerbund Kunsthalle Bremen, Mannheim,
- 1912: Neue Künstlervereinigung München. Wanderausstellung Breslau, Köln, Ffm., Görlitz, Passau, Kunstverein Jena und Kunstverein Barmen
- 1912: Sonderbund westdeutscher Kunstfreunde und Künstler. Am Aachener Tor Köln
- 1912: Deutscher Künstlerbund, Kunsthalle Bremen
- 1912: Sammlung Werner Dücker Düsseldorf. Kunstverein Barmen
- 1912: Erste Gesamt-Ausstellung. Eröffnung der Galerie Goltz am Odeonsplatz München
- 1912/13: Neue Künstlervereinigung München. Ruhmeshalle Barmen (Kunstverein Barmen). Weitere Ausstellungsstation: Städtisches Museum Elberfeld
- 1913: Collectionsausstellung, Kunstverein Jena
- 1913: Ausstellung deutscher Städtebilder. Deutscher Künstlerbund. Mannheim
- 1913: Elberfelder Museumsverein. Elberfeld
- 1913: Secession. Berlin
- 1913: Galerie Miethke, Wien
- 1913: Deutscher Künstlerbund. Kunsthalle Mannheim
- 1913: Barmer Kunstverein, Barmen
- 1913: Zweite Gesamtausstellung. Galerie Goltz am Odeonsplatz München
- 1913: Eröffnungskatalog. Galerie Alfred Flechtheim. Düsseldorf
- 1913: Permanente Ausstellung. Kunsthalle Bremen
- 1913: Ausstellung der Vereinigten Göttinger Kunstfreunde. Göttingen
- 1913: Kunstsalon Ludwig Schames, Frankfurt/M.
- 1913: Adolf Erbslöh und Alexander Kanoldt. Folkwang Museum Hagen Weitere Ausstellungsstation: Kunstverein Jena
- 1913: 26. Ausstellung der Berliner Secession. Berlin
- 1914: Galerie Einst Arnold, Dresden
- 1914: Stettiner Museum, Stettin
- 1914: Kunsthalle Bremen, Bremen
- 1914: Galerie Fritz Gurlitt, Berlin
- 1914: Kölnischer Kunstverein, Köln
- 1914: Kunst-Ausstellung Stuttgart[60]
- 1914: Galerie Alfred Flechtheim, Düsseldorf
- 1914: Galerie Neue Kunst – Hans Goltz, München
- 1914: Leipzig
- 1914: Neue Münchner Sezession, 1. Jahresausstellung. München
- 1914: Bitterling, Degouve de Nuncques, Erbslöh, Thorel, Ury. Kunstverein Hamburg
- 1915: Münchener Secession I., München
- 1915: Dresden
- 1915: Münchener Secession II., München
- 1915: Große Kunstausstellung zur Museumseinweihung. Neues Städtisches Museum Wiesbaden (Nassauischer Kunstverein Wiesbaden)
- 1915: Münchner Maler. Ruhmeshalle Barmen (Kunstverein Barmen)
- 1916: Münchener Neue Secession. Zürich
- 1916: Münchener Neue Secession. Basel
- 1916: Münchener Neue Secession. München, 2. Ausstellung. Weitere Ausstellungsstation: Kunstverein Hamburg
- 1916: Barmer Kunstverein, Barmen
- 1916: Moderne Galerie Thannhauser, München
- 1917: Neue Münchener Secession. München. Weitere Ausstellungsstation: Kunstsalon Ludwig Schames, Frankfurt a. M.[61]
- 1917: Gruppenausstellung. Gemäldegalerie Museum Wiesbaden, Wiesbaden[62]
- 1917: Galerie Caspari, München
- 1917: Neue Münchner Kunst. Hamburg, Kestner-Gesellschaft Hannover, Köln
- 1917: 3. Ausstellung der Münchener Neuen Secession. München
- 1918: Kunstsalon Ludwig Schames, Frankfurt/M.
- 1918: Neue Religiöse Kunst, Kunsthalle Mannheim
- 1918: Moderne Landschaftsmalerei, Erfurter Kunstverein, Erfurt
- 1918: Deutsche Kunst, Darmstadt
- 1918: Erfurter Kunstverein, Erfurt
- 1918: Künstler-Vereinigung, Dresden
- 1918: 4. Ausstellung der Münchener Neuen Secession, München
- 1918: Kunstverein Leipzig, Leipzig
- 1918/19: Permanente Ausstellung, Kunsthalle Bremen
- 1919: Neuere Münchner Malerei und Graphik, Kunsthalle Bern
- 1919: Expressionisten. Wiedereröffnungsausstellung der Galerie Flechtheim, Düsseldorf
- 1919: 5. Gesamtschau und 54. Ausstellung. Galerie Goltz, München
- 1920: 6. Ausstellung der Münchener Neuen Secession, München
- 1920: Deutscher Künstlerbund, Chemnitz
- 1920: Die Reimann-Sammlung, Städtisches Museum Elberfeld
- 1920: Große Kunstausstellung Düsseldorf. Städtischer Kunstpalast Düsseldorf
- 1920: Sommer-Ausstellung 1920. Künstlervereinigung Dresden
- 1922: Gruppenausstellung. Städtische Gemäldegalerie Bochum[63]
- 1922: Barmer Künstler. Ruhmeshalle Barmen (Kunstverein Barmen)
- 1922: Kunstverein Leipzig, Leipzig
- 1922: Darmstadt
- 1922: Paul Klee, Adolf Erbslöh, Stettiner Künstler. Städtisches Museum Stettin (Pommerscher Verein für Kunst und Kunstgewerbe Stettin)[64]
- 1922: Collectiv-Ausstellung, Kunstsalon Ludwig Schames, Frankfurt a. M.
- 1923: Moderne Galerie Thannhauser, München
- 1923: Kunstverein Barmen: Werke aus dem Sammlungsbestand. Ruhmeshalle Barmen (Kunst- und Museumsverein Wuppertal)
- 1924: Sammlung des Kunstvereins Jena. Kunstverein Jena
- 1924: Collectiv-Ausstellung, Kunstsalon Ludwig Schames, Frankfurt a. M.
- 1924: Barmer Kunstverein, Barmen
- 1924: Kunstverein Leipzig, Leipzig
- 1924: Deutsche Malerei in den letzten 50 Jahren, Neue Staatsgalerie München
- 1925: Collectiv-Ausstellung, Barmer Kunstverein, Barmen
- 1925: Neue Sachlichkeit. Deutsche Malerei seit dem Expressionismus. Städtische Kunsthalle Mannheim
- 1925/26: Neue Sachlichkeit, Chemnitz
- 1926: Valpariso, Chile
- 1926: Erfurter Kunstverein, Erfurt
- 1926: Moderne Galerie Thannhauser, München
- 1926: Die Neue Sachlichkeit. Prinzessinnenschlößchen (Kunstverein Jena)
- 1926: Internationale Kunstausstellung. Dresden
- 1927: Münchener Neue Secession, München
- 1928: Collectiv-Ausstellung, Folkwang-Museum Essen
- 1928: Bochum
- 1928: Städtische Gemälde-Galerie, Dresden
- 1928: Bremen
- 1928: Erbslöh, Jaacks, Reichel. Kunstverein Hamburg
- 1928: Erbslöh, Faistauer, Greferath, Ruhmeshalle Barmen (Kunstverein Barmen)
- 1929: Kunsthütte Chemnitz, Chemnitz
- 1929: Jena, Prinzessinnen-Schlößchen[65]
- 1929: Neuere Kunstwerke aus Dresdner Privatbesitz. Sächsischer Kunstverein, Dresden
- 1929: 15. Sommer-Ausstellung der Münchener Neuen Secession, München
- 1931: Galerie Caspari, München
- 1931: Bochum
- 1932: Barmer Kunstverein, Barmen
- 1941: Sommerausstellung Bergischer Künstler 1941. Städtisches Museum Wuppertal-Elberfeld
- 1941/42: Winterausstellung Bergischer Künstler 1941. Ruhmeshalle Barmen (Stadt Wuppertal und Kunstverein Barmen)
- 1947: Ausstellung expressionistischer Malerei, Städtisches Museum Wuppertal-Elberfeld (Kunst- und Museumsverein Wuppertal)
- 1949: Der Blaue Reiter, Haus der Kunst München
- 1950: Der Blaue Reiter. Wegbereiter und Zeitgenossen, Kunsthalle Basel
- 1954: Hundert Jahre Akademie der Bildenden Künste, Kunstverein Karlsruhe
- 1955: Erwerbungen 1955, Kunsthalle Bremen
- 1957: Kunsthalle Bremen: Zwölf Jahre Wiederaufbau, Kunsthalle Bremen
- 1958: Münchener Neue Secession. Ehrenausstellung, Kunstverein München
- 1958: München 1869–1958. Aufbruch zur Modernen Kunst, Haus der Kunst München
- 1959: Handzeichnungen. Galerie Otto Stangl, München
- 1960: Les sources du XXe siècle – Les arts en Europe de 1894 à 1914, Paris
- 1961: German Expressionism, The Pasadena Art Museum, USA
- 1962: Vor 50 Jahren: Neue Künstlervereinigung, Der Blaue Reiter, Galerie Otto Stangl, München
- 1966: Der französische Fauvismus und der deutsche Frühexpressionismus: Musée National d’Art Moderne Paris. Weitere Ausstellungsstation: Haus der Kunst München
- 1967: Meister der Zeichnung in der deutschen Kunst des 20. Jahrhunderts. Frankfurter Kunstverein, Frankfurt a. M.
- 1967: Meisterwerke des deutschen Expressionismus, Galerie Otto Stangl, München
- 1968: Realismus in der Malerei der 20er Jahre, Kunstverein in Hamburg
- 1969: Industrie und Technik in der deutschen Malerei, Wilhelm Lehmbruck-Museum, Duisburg
- 1969: Das Bild der Stadt, Wallraf-Richartz-Museum, Köln
- 1970: The German Expressionists and their Contemporaries. 50 Years of Fantasy and Frenzy, Art Gallery. University of Notre Dame, South Bend (USA)
- 1971: Der deutsche Expressionismus. Nationalmuseum für westliche Kunst, Tokio (Japan)
- 1973: Die Stadt. Bild – Gestalt – Vision. Europäische Stadtbilder im 19. und 20. Jahrhundert, Kunsthalle Bremen
- 1975: Der Blaue Reiter und sein Kreis. Gemälde, Aquarelle, Zeichnungen, Graphik, 24. Kunstausstellung Villingen-Schwenningen
- 1976: Plavi Jaha. Der Blaue Reiter, Muzej Savremene Umetnosti, Belgrad
- 1977: Die Novembergruppe. Tendenzen der zwanziger Jahre, Rathaus Wedding, Berlin
- 1977: Münchner Malerei 1892–1914 von der Sezession zum Blauen Reiter, Museum für moderne Kunst Hokkaido. Ausstellungsstationen: Sapporo, Tokio, Fuduoka (Japan)
- 1979: Die Zwanziger Jahre in München, Münchner Stadtmuseum
- 1980: Franz Marc, Städtische Galerie im Lenbachhaus, München
- 1981: Sammlung Rheingarten, Galerie Thomas, München
- 1982: Kandinsky und München, Begegnungen und Wandlungen 1996–1914. Städtische Galerie im Lenbachhaus, München
- 1983: Alexej Jawlensky 1864–1941, Städtische Galerie im Lenbachhaus, München
- 1983: Alexej Jawlensky. Zeichnung-Graphik-Dokumente, Museum Wiesbaden
- 1984: Der westdeutsche Impuls 1900–1914, Von der Heydt-Museum, Wuppertal
- 1984: Nackt in der Kunst des 20. Jahrhunderts. Sprengel-Museum, Hannover
- 1986: Der Blaue Reiter. Kunstmuseum Bern
- 1986: Die Landschaft. Meisterwerke des 16.–20. Jahrhunderts, Kunsthalle Bielefeld. Weitere Ausstellungsstation: Kunsthalle Baden-Baden
- 1986: Capolavori dell'espressionismo tedesco. Dipinti 1905–1920. Palazzo Medici Riccardi, Florenz
- 1987: Alexander Kanold 1881–1939. Gemälde, Zeichnungen, Lithographien, Museum für Neue Kunst, Freiburg/Br. Weitere Ausstellungsstation: Von der Heydt-Museum, Wuppertal
- 1987: Druckgrafik in Deutschland 1900–1935 II. Galerie Bernd Dürr, München.[66]
- 1988: Die Landschaft. Meisterwerke des 17.–20. Jahrhunderts. Museum für Türkische und Islamische Kunst, Istanbul. Weitere Ausstellungsstation: Staatsmuseum, Ankara (Türkei)
- 1990: Vincent van Gogh und die Moderne 1890–1914, Museum Folkwang, Essen. Weitere Ausstellungsstation: Van Gogh-Museum Amsterdam
- 1990: Alfred Kubin 1877–1959. Städtische Galerie im Lenbachhaus, München. Weitere Ausstellungsstation: Hamburger Kunsthalle
- 1992: Kunstgeschichten: Bürger, Bilder, Kontroversen. Von der Heydt-Museum Wuppertal (Kunst- und Museumsverein Wuppertal) Parallelausstellung in der Kunsthalle Barmen
- 1993: Expressionistische Bilder. Käthe-Kollwitz-Museum, Berlin
- 1996: Manet bis van Gogh. Hugo von Tschudi und der Kampf um die Moderne, Nationalgalerie Berlin. Weitere Ausstellungsstation: Neue Pinakothek, München
- 1996: Die Expressionisten. Vom Aufbruch bis zur Verfemung. Museum Ludwig, Köln
- 1996: Pierre Girieud et L'expérience de la modernité 1900–1912. Musée Cantini, Marseille
- 1997: Albert Bloch. Ein amerikanischer Blauer Reiter. Städtische Galerie im Lenbachhaus, München. Weitere Ausstellungsstationen: Nelson-Atkins-Museum, Kansas City, und Delaware Art Museum, Wilmington
- 1998: Von Waldmüller bis Warhol. Gemälde des 19. und 20. Jahrhunderts. Museum Schloss Moyland, Bedburg-Hau (NRW)
- 1998: Der Blaue Reiter und seine Künstler. Brücke-Museum, Berlin. Weitere Ausstellungsstation: Kunsthalle Tübingen
- 1998: Alexej von Jawlensky. Reisen, Freunde, Wandlungen. Museum am Ostwall, Dortmund
- 1998: Galerie Meyer-Ellinger. Frankfurt a. M.
- 1998: Expressionismus, Malerei und Graphik. Galerie Belvedere, Wien
- 1999: Deutschland Frankreich. Dialoge der Kunst im XX. Jahrhundert. Ludwig Museum im Deutschherrenhaus, Koblenz
- 1999: Der Blaue Reiter und das Neue Bild. Von der Neuen Künstlervereinigung München zum Blauen Reiter. Städtische Galerie im Lenbachhaus, München
- 2000: Der Blaue Reiter, Kunsthalle Bremen
- 2000: Alexander Kanoldt. Graphik und Malerei, Kunsthalle Karlsruhe
- 2000: Künstlerkolonie Klausen 1974–1914, Klausen (Südtirol)
- 2000: Retour de Paris. Akte. Von der Heydt-Museum Wuppertal
- 2000: Expressionismo Alemao (Deutsche Expressionisten). Wanderausstellung des Von der Heydt-Museums Wuppertal aus Anlass der 500-Jahr-Feier der Entdeckung Brasiliens. Ehemals kaiserlicher Palast Paco Imperial Rio de Janeiro (Museu de Arte Moderna). Weitere Ausstellungsstation: Museu Lasar Segall São Paulo
- 2001: Private Schätze, Hamburger Kunsthalle
- 2001: Expressionismus, Landesmuseum Schloss Gottorf, Schleswig
- 2002: Marianne von Werefkin in Murnau, Schlossmuseum Murnau
- 2004: Paradise regained. German Expressionism, Museum oft Modern Art, Ishøj (Dänemark)
- 2004: Kochel, Franz Marc-Museum, Kochel
- 2006: Lyonel Feininger. Frühe Werke und Freunde, Von der Heydt-Museum Wuppertal
- 2007: Gartenlust. Der Garten in der Kunst, Galerie Belvedere, Berlin
- 2008: Der expressionistische Impuls: Meisterwerke aus Wuppertals großen Privatsammlungen. Von der Heydt-Museum Wuppertal
- 2008: Kunstsammlung Jena: Die Bildersammlung des früheren Jenaer Kunstvereins, Städtisches Museum Jena
- 2009: Warum ich kein Konservativer bin, Museum der Bildenden Künste, Leipzig
- 2009: Fauves et expressionistes de van Dongen à Otto Dix, Musée Marmottan Monet, Paris
- 2010: Landschaft als Weltsicht, Kunsthalle Kiel. Weitere Ausstellungsstationen: Museum Wiesbaden, Kunstsammlungen Chemnitz, Bonnefantenmuseum Maastricht
- 2010: Kandinsky en Der Blaue Reiter. Gemeentemuseum Den Haag
- 2010: Das Geistige in der Kunst. Vom Blauen Reiter zum Abstrakten Expressionismus. Museum Wiesbaden
- 2011: Liebermanns Gegner. Die Neue Secession und der Expressionismus. Max-Liebermann-Haus, Berlin. Weitere Ausstellungsstation: Landesmuseum Schloss Gottorf, Schleswig
- 2011: Expressionismus im Rhein-Main-Gebiet. Museum Giersch, Frankfurt a. M.
- 2012: Alexej von Jawlensky (1864–1941), Städtisches Museum Jena
- 2012: Mission Moderne, Wallraf-Richartz-Museum Köln und Fondation Corboud
- 2012: Punkt.Systeme, Wilhelm-Hack-Museum, Ludwigshafen
- 2013: Erma Bossi. Eine Spurensuche. Schlossmuseum Murnau
- 2014: Horizont Jawlensky im Spiegel seiner künstlerischen Begegnungen 1900–1914. Museum Wiesbaden
- 2014/15: Expressionismus in Deutschland und Frankreich. Von Matisse zum Blauen Reiter, Kunsthaus Zürich. Weitere Ausstellungsstationen: Los Angeles County Museum of Art sowie Musée des Beaux-Arts de Montréal[67]